# باچنو
باچنو (به ایتالیایی: Baceno) یک کومونه در ایتالیا است که در استان وربانو-کوزیو-اوسولا واقع شده‌است.

## خصوصیات
باچنو ۶۸٫۶ کیلومترمربع مساحت و ۹۶۳ نفر جمعیت دارد و ۶۵۵ متر بالاتر از سطح دریا واقع شده‌است.

## خواهرخوانده
شهر Binn خواهرخواندهٔ باچنو هست.